# Trevor Marsicano
Trevor Marsicano (Ballston Spa, 5 de abril de 1989) es un deportista estadounidense que compitió en patinaje de velocidad sobre hielo. 
Participó en los Juegos Olímpicos de Vancouver 2010, obteniendo una medalla de plata en la prueba de persecución por equipos (junto con Brian Hansen, Chad Hedrick y Jonathan Kuck).
Ganó cinco medallas en el Campeonato Mundial de Patinaje de Velocidad sobre Hielo en Distancia Individual, en los años 2009 y 2011.

## Palmarés internacional
| Juegos Olímpicos                           | Juegos Olímpicos   | Juegos Olímpicos  | Juegos Olímpicos        |
| Año                                        | Lugar              | Medalla           | Prueba                  |
| ------------------------------------------ | ------------------ | ----------------- | ----------------------- |
| 2010                                       | Vancouver (Canadá) | Medalla de plata  | Persecución por equipos |
| Campeonato Mundial en Distancia Individual |                    |                   |                         |
| Año                                        | Lugar              | Medalla           | Prueba                  |
| 2009                                       | Richmond (Canadá)  | Medalla de oro    | 1000 m                  |
| 2009                                       | Richmond (Canadá)  | Medalla de plata  | 1500 m                  |
| 2009                                       | Richmond (Canadá)  | Medalla de bronce | 5000 m                  |
| 2009                                       | Richmond (Canadá)  | Medalla de bronce | Persecución por equipos |
| 2011                                       | Inzell (Alemania)  | Medalla de oro    | Persecución por equipos |